# Galleria Certosa
La galleria Certosa è una galleria della città di Genova, che collega Piazza Dinegro, nella zona del porto, al quartiere di Rivarolo, in Val Polcevera.
Costruita per le tranvie urbane, che la impiegarono fino al 1964, fu poi utilizzata dagli autobus cittadini fino agli anni ottanta; dal 1990 viene percorsa dai treni della metropolitana.

## Storia

### La galleria tranviaria (1908-1964)
Alla fine del XIX secolo a Genova esistevano già molte gallerie che collegavano il centro della città con i comuni limitrofi. Una di queste era la galleria di San Benigno, un traforo impiegato dai tram cittadini che attraversava l'omonima collina e collegava la zona di San Teodoro con Sampierdarena (allora comune autonomo); la galleria scomparve quando l'intera collina di San Benigno venne sbancata nel periodo tra le due guerre mondiali, permettendo così il passaggio diretto verso ponente. Per trent'anni, quello di San Benigno rimase l'unico asse tranviario a collegare il centro con il Ponente e la ValPolcevera.  
Nel 1890 la Compagnia Generale Francese Tramways (una delle prime società ad effettuare servizi di trasporto pubblico a Genova), facente capo al finanziere belga Édouard Otlet, propose una funicolare sotterranea lunga circa 2,5 km tra la stazione di Principe e la Certosa di Rivarolo, per decongestionare il traforo di San Benigno, ma l'idea non fu mai realizzata.
Nel 1895 nacque l'UITE, società che dal 1901 sarebbe diventata l'unica concessionaria del trasporto pubblico di Genova. Il progetto della società di Otlet fu recuperato e adattato per la rete tranviaria cittadina, su un percorso più breve ma a doppio binario. La nuova galleria, scavata sotto la collina di San Teodoro e quella di Belvedere, sarebbe servita ad evitare, ai tram diretti nell'alta Val Polcevera, la lunga deviazione per San Pier d'Arena (denominazione fino al 1936 dell'attuale quartiere di Sampierdarena).
Il tracciato, leggermente in salita, partiva da Via Venezia (nelle adiacenze della Chiesa di San Teodoro) e terminava nel comune autonomo di Rivarolo, poco distante della chiesa di San Bartolomeo della Certosa, consentendo al tram di raccordarsi con la linea esistente per Bolzaneto e Pontedecimo. 
II primo progetto per la galleria di Certosa risale al 1891. L'UITE lo perfezionò nel 1896, mentre il progetto definitivo fu approvato nel 1899. I lavori iniziarono il 1º giugno 1905: grazie al conferimento dell'appalto alla stessa impresa che aveva scavato il traforo del Sempione, la galleria fu aperta meno di tre anni dopo, il 23 maggio 1908. Al momento della sua inaugurazione, era il traforo tranviario più esteso al mondo: risultò lungo 1 761 metri, consentendo di accorciare il tragitto di 2 140 metri e di risparmiare circa 15 minuti di viaggio. Per questa ragione il portale ovest fu adornato da un sontuoso apparato pittorico (non pervenuto fino ai giorni nostri). 
La galleria Certosa fu, per tutta la prima metà del '900, un punto di riferimento per il trasporto pubblico e per i genovesi. Lo sviluppo industriale della Val Polcevera portò ad un'importante crescita urbanistica nella zona di Rivarolo, che nel 1926 fu annessa al Comune di Genova insieme a tutti quelli che fino ad allora erano stati comuni autonomi confinanti con la città, arrivando fino a Nervi lungo il litorale a Levante, fino a Voltri lungo il litorale a Ponente, fino a Pontedecimo in Val Polcevera e fino a Prato in Val Bisagno; questo fece crescere di molto l'attrattiva della galleria. Nel 1934, anno della massima estensione della rete tranviaria genovese, il tunnel era percorso ogni giorno da ben cinque linee: il tram n° 9 (San Giorgio-Rivarolo), il n° 10 (San Giorgio-Bolzaneto), il n° 11 (San Giorgio-Pontedecimo) e le due linee circolari tra San Giorgio e Sampierdarena.
A partire dal secondo dopoguerra, anche a causa dei danni provocati dai bombardamenti, il sistema tranviario cominciò il suo lento declino; conseguentemente le corse nella galleria Certosa si ridussero alle sole linee 9, 10 e 11. Pur essendo una galleria strategica e molto apprezzata dagli utenti, fu comunque inclusa nella cosiddetta "Operazione Rotaie", che prevedeva lo smantellamento progressivo dell'intera rete tranviaria genovese e la sua sostituzione con linee operate con autobus.

### L'utilizzo da parte dei mezzi gommati (1964-1982)
Negli anni Sessanta la soppressione delle ultime linee di tram in Val Polcevera portò alla dismissione della galleria, che terminò ufficialmente l'esercizio tranviario il 30 settembre 1964. Trascorso un breve periodo di chiusura, a seguito di una mobilitazione degli abitanti della Val Polcevera allo scopo di ottenere un nuovo servizio di trasporto, il Comune affidò il compito di riaprirla e destinarla al trasporto su gomma all'UITE, società che dall'anno successivo sarebbe passata sotto il totale controllo del Comune stesso, venendo rinominata AMT. I lavori di adattamento durarono quasi due anni: dopo la rimozione delle rotaie e delle vecchie apparecchiature, fu potenziato il sistema di illuminazione e venne installato un impianto di ventilazione forzata per aspirare i fumi di scarico dei mezzi, il quale fu alloggiato in un cordolo di cemento largo mezzo metro, posto a lato della galleria. Il tunnel così modificato venne riaperto il 1º ottobre 1967 e fu percorso da una sola linea di autobus, la n° 10 (Rivarolo-Caricamento). Fu subito evidente un grosso problema: la sagoma della galleria, dimensionata per il doppio binario tranviario e ulteriormente ridotta dalla presenza dei condotti della ventilazione, non consentiva l'incrocio di due autobus (più larghi rispetto al tram) nei due sensi di marcia, pertanto fu necessario istituire un senso unico alternato. La portata fu così molto ridotta: per cercare di ottimizzare le corse, i veicoli vennero fatti marciare in convogli di tre vetture per volta, con una frequenza minima di 9 minuti tra una corsa e l'altra. Per garantire il senso unico ed evitare incroci accidentali, con potenziali conseguenze molto pericolose, inizialmente vi era un addetto AMT che effettuava il trasbordo dal mezzo in uscita dalla galleria a quello in entrata (una sorta di "passaggio di testimone" umano); in seguito fu installato un impianto semaforico dotato di sensori. Un altro problema, lamentato dalla maggior parte degli utenti e dai dipendenti AMT, era l'inquinamento dell'aria, sempre a livelli molto alti malgrado la presenza della ventilazione forzata, che portò nel 1978 a ridurre il numero di autobus transitanti per la galleria.

### La metropolitana (1990-oggi)
Per i motivi sopracitati, nel 1981 l'utilizzo della galleria Certosa per il transito degli autobus fu dichiarato non più sostenibile dal Comune, pertanto AMT decise di sopprimerlo e di avviare gli studi per un nuovo mezzo che fosse elettrico, in modo da azzerare l'inquinamento, ed avesse una larghezza tale da poter viaggiare attraverso la galleria in entrambi i sensi. L'idea iniziale fu quella di ripristinare i tram, costruendo una sorta di "tranvia veloce" con partenza da Principe, fermate intermedie a Santa Limbania, Dinegro, Certosa e Canepari e capolinea a Rivarolo. Se da un lato questa soluzione era di facile realizzazione e avrebbe risolto i problemi relativi al tunnel descritti in precedenza, dall'altro presentava qualche criticità. La tranvia avrebbe infatti dovuto viaggiare in sede promiscua, intralciando la viabilità ordinaria, tra Via Brin e Via Canepari (a Rivarolo) e soprattutto nell'area, molto trafficata, tra Via Venezia e Via Andrea Doria (a Principe). 
In quello stesso anno, il Governo italiano stava valutando i finanziamenti per la linea 3 della metropolitana di Milano, la linea A della metropolitana di Roma e le metropolitane di Torino e di Napoli. A Genova, dove le idee finalizzate alla realizzazione di una metropolitana erano state storicamente molte ma erano tutte rimaste incompiute, il Comune si inserì in questa opportunità, approfittando anche della disponibilità dei fondi per i mondiali di calcio del 1990 e per le celebrazioni per i 500 anni della scoperta dell'America; in virtù anche della presenza di numerosi spazi in disuso nei sotterranei della città, il progetto della tranvia fu convertito in quello, più laborioso, di una linea di metropolitana leggera con percorso fisicamente separato dal traffico stradale. I lavori iniziarono l'8 febbraio 1982, ma proseguirono a rilento, tanto che il primo tratto della metropolitana di Genova, a collegare le stazioni di Brin e Dinegro attraverso la galleria, venne attivato dopo otto anni, il 13 giugno 1990 (e il resto della linea fu anch'esso caratterizzato da un avanzamento dei lavori molto rallentato, raggiungendo la stazione di Piazza Principe nel 1992, il Porto antico e il centro storico cittadino tra il 2003 e il 2005 e la stazione di Brignole nel 2012). L'ultimo tratto del tunnel, presso l'imbocco meridionale di via Venezia, rimase tuttavia inutilizzato e in abbandono, perché la metropolitana non percorre integralmente la galleria ma continua su percorso sotterraneo verso il centro della città.

## Galleria d'immagini

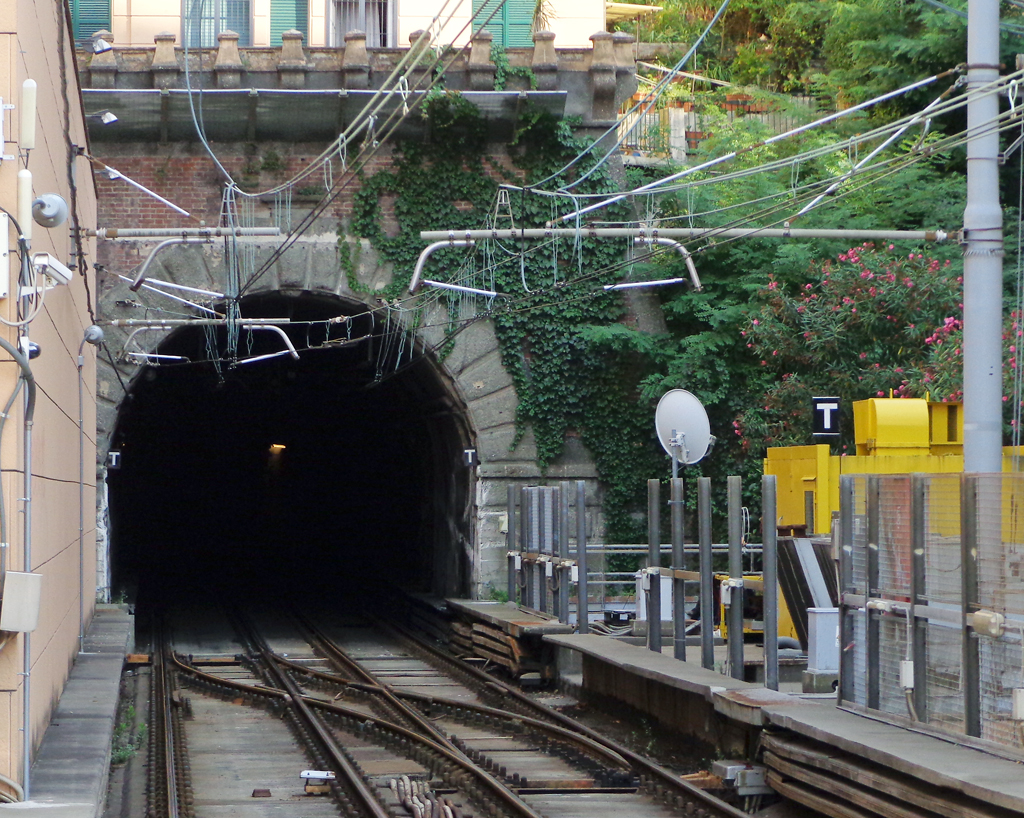
L'imbocco nord, percorso dalla metropolitana
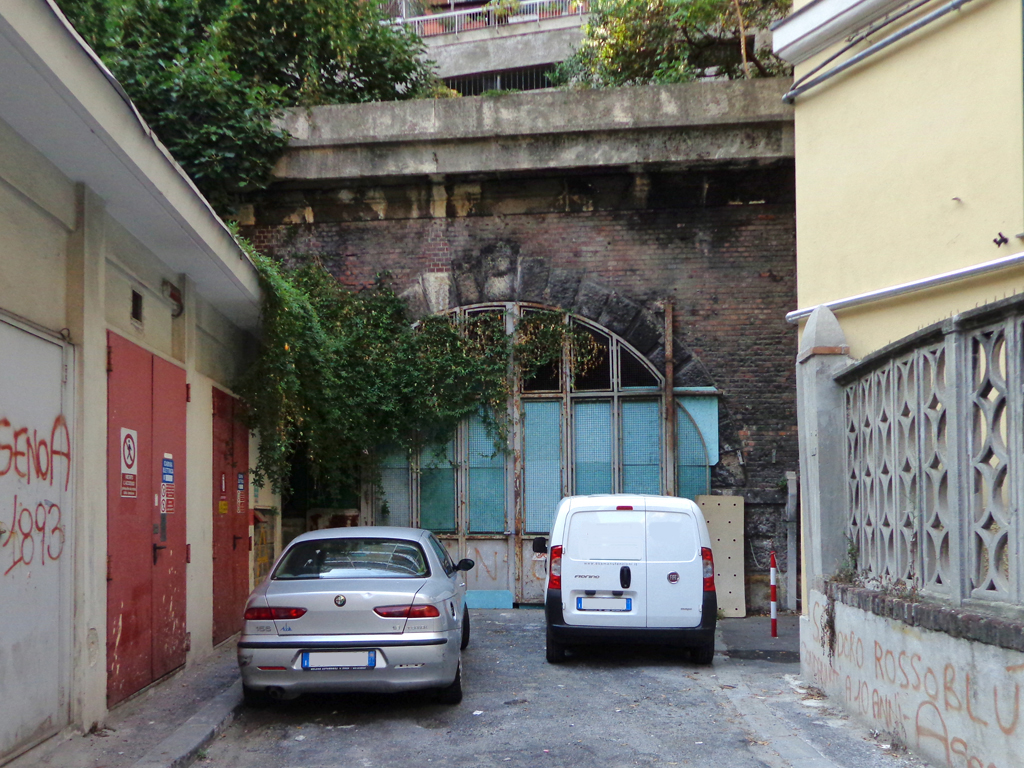
L'imbocco sud, abbandonato